# Comté de Kent
Comté de Kent (franska) eller Kent County (engelska) är ett county i New Brunswick i Kanada.   Det ligger i den östra delen av landet, 800 km öster om huvudstaden Ottawa. Antalet invånare är 30 833. Arean är 4 553 kvadratkilometer.